# Кориа, Родольфо
Родольфо Кориа (исп. Rodolfo Aníbal Coria; 1959) — аргентинский палеонтолог.
Кориа был ведущим учёным в Музее естественных наук имени Бернардино Ривадавия в Буэнос-Айресе, где он учился у Хосе Бонапарте. Он основал музей Museo municipal Carmen Funes в Пласа Уинкуль и был его директором с 1984 по 2007 год. С 2007 года Кориа работает в аргентинском государственном комитете по науке CONICET.
Кориа обнаружил аргентинозавра, описанного впервые вместе с Хосе Бонапарте в 1993 году, самого большого известного наземного животного, и одного из самых больших когда-нибудь найденных хищных ящеров, гиганотозавра, найденного в 1995 году и впервые описанного вместе с Леонардо Сальгадо. Оба экземпляра хранятся в его музее в Пласа Уинкуль. Он был одним из первооткрывателей первых эмбрионов зауроподов в кладке с сотнями хорошо сохранившихся яиц в Auca Mahuevo в Патагонии. С 1999 по 2001 годы он обнаружил вместе с канадским палеонтологом Филипом Дж. Кюри группу из 6 экземпляров хищных ящеров, которых они назвали в 2006 году Mapusaurus. Среди других открытий также хищные ящеры средней величины Quilmesaurus и растительноядные, маленькие Gasparinisaura. Наряду с Патагонией он участвовал также в экспедициях в Антарктику и в Азию.